# Sever proti Jihu (divadelní hra)
Sever proti Jihu, Válečná revue o prologu, šesti obrazech a sedmi intermezzech je 10. divadelní hra autorů Jana Wericha a Jiřího Voskovce s hudbou Jaroslava Ježka, v Osvobozeném divadle.
Premiéra byla 1. září 1930. Režie V+W, hudba Jaroslav Ježek, choreografie Joe Jenčík, výprava a kostýmy František Zelenka. Hra se dočkala 158 repríz.
Autoři připsali hru Jaroslavu Ježkovi „Za Premiéru Skafandr, za Fatu Morganu, za Ostrov Dynamit a za Sever proti Jihu!"

## Historie
Voskovec a Werich neboli Gala Peter a Vilém Tell, hrají dva vojáky, které probíhající válka vůbec nezajímá, považují se za neutrály, zpívají, žertují a rozkošně si hrají s českým jazykem.
Generálové Lee a Grant se na konci hry setkají, uzavřou mír a válka končí. Jednalo se o zábavnou hru bez hlubší politické angažovanosti. To po premiéře vytkl kritik Julius Fučík s tím, že píseň Pochod neutrálů zcela neodpovídá době a že je potřeba se vyprofilovat, na které straně Osvobozené divadlo stojí. Na začátku 30. let se V+W bavili divadlem, poezií, byli uchváceni dadaismem, slovními hříčkami a zdaleka to nebylo ono angažované divadlo konce 30. let, kdy i situace v Evropě se dramaticky změnila. Na pozadí válečného konfliktu Severu proti Jihu stojí proti válečné mašinerii dva neutrálové, protože příslušnost k některé z válčících stran by rušila jejich klaunskou svobodu, která jim dovoluje proplout hrou ve svém světě absurdních situací a dalekosáhlých nedorozumění, kterými zasáhnou do děje, z čehož vznikne historické faux pas, se kterým se pak dějepis musí diskrétně vypořádat.

## Osoby a premiérové obsazení
| Démon války                                  | B. Prchal     |
| Mercedes                                     | N. Bártů      |
| Major Warton, důstojník Severní armády       | M. Nedbal     |
| Buffalo Bill, vládní zvěd                    | F. Vnouček    |
| Richard de Roche, plukovník Jižní armády     | Č. Šlégl      |
| Jupiter, černý otrok                         | V. Trégl      |
| Generál Grant, vrchní velitel Severní armády | B. Prchal     |
| Generál Lee, vrchní velitel Jižní armády     | K. Dvořák     |
| Klisna Šárka                                 | Milec+Bilec   |
| Jižní důstojník                              | N. Skočdopole |
| Gala Peter, neutrál                          | J. Voskovec   |
| Vilím Tell, neutrál                          | J. Werich     |

Severní lid, jižní štáb, vojáci obou armád, lid
Děje se ve dnech 7.-9. dubna 1865 na hranicích Severní Caroliny a Virginie, na konci občanské války

## Děj
Hra začíná prologem Války, který zavede diváky do roku 1865 do válčících Spojených států. Vojáci Severu zatknou Mercedes za to, že ve svém domě schovávala vojáka Jižní Armády a chystají se jí popravit jako zrádkyni. Před popravou se ovšem ukáže, že Mercedes je schovankou plukovníka Jižní Armády Richarda de Roche. Válka se blíží ke konci, situace se mění, známost nepřátelského důstojníka se po válce může hodit. O její ruku se ovšem uchází i Buffalo Bill. Důstojník Severu Warton pozval na zrádcovskou schůzku důstojníka Jihu de Roche, kterému chce prodat střelný prach na zničení vlastní armády za ruku jeho schovanky Mercedes. Prach je na lodi na řece, kterou hlídají Gala Petr a Vilém Tell. Následuje scéna s lanem a kotvou, kterou později použili i ve filmu Pudr a benzin. Lano je přeříznuto a loď pluje i se střelným prachem po řece do rukou Jižanů. Oba námořníci i s Mercedes jsou zajati, ale opět ji zachrání Buffalo Bill. Po důmyslné honičce všech se všemi se sejdou generálové obou armád a uzavřou mír, protože loď s municí mezi tím vybuchla od hořící svíčky a není tedy čím střílet.

## Hudba
Ve hře zazní písně Mercedes, Virginia, Arie Wartonova (Hoj, zrada je vášní mou), Já se svým stínem, Hvězdy Severu (baletní intermezzo), Pochod neutrálů, A já nedělám, Hvězdy Jihu (baletní intermezzo), Et tu, Mi fili?,

### Nahrávky
Některé písně a orchestrální skladby byly v roce 1930 zaznamenány na gramofonové desky firmy Ultraphon:
1. Mercedes, Jaroslav Ježek / Voskovec a Werich, zpívá Jaroslav Gleich, dirigent Jaroslav Ježek, nahráno v srpnu nebo v září 1930
2. Mercedes (parodie), Jaroslav Ježek / Voskovec a Werich, zpívají V+W, dirigent Stanislav Parýzek, nahráno v prosinci 1930
3. Virginia (Virginia /There’s A Blue Ridge In My Heart Virginia), Fred Phillips, Ira Schuster / Alfred Bryan, Voskovec a Werich, zpívají V+W, dirigent Jaroslav Ježek, nahráno v prosinci 1930
4. Já nic nedělám (Singin' In The Rain), Nacio Herb Brown / Voskovec a Werich, zpívají V+W, dirigent Jaroslav Ježek, nahráno v prosinci 1930
5. Pochod neutrálů, Jaroslav Ježek / Voskovec a Werich, zpívají V+W a sbor, dirigent Jaroslav Ježek, nahráno v prosinci 1930[1][2]